# Ozourt
Ozourt is een gemeente in het Franse departement Landes (regio Nouvelle-Aquitaine) en telt 168 inwoners (2004). De plaats maakt deel uit van het arrondissement Dax.

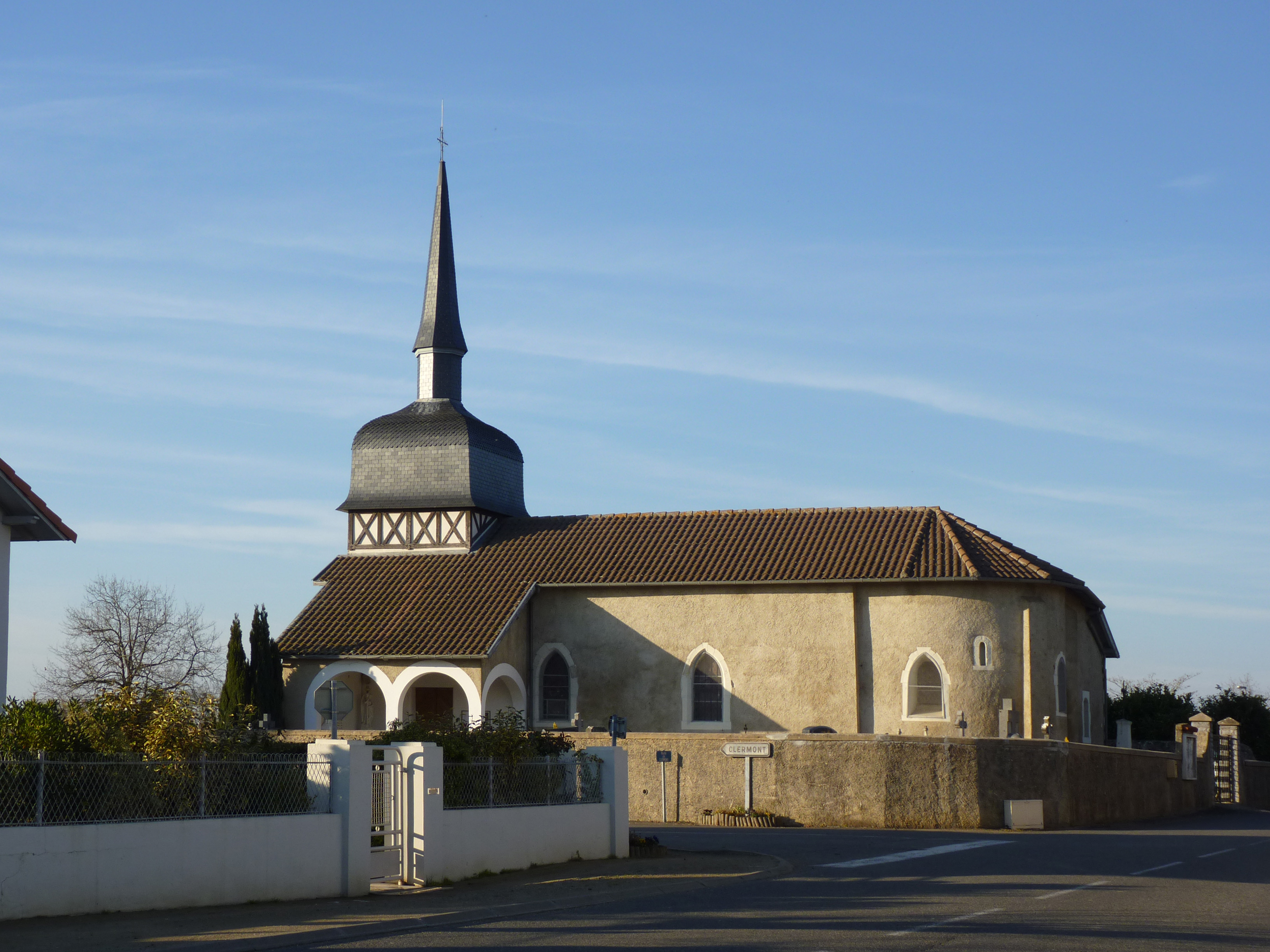
Kerk van Ozourt
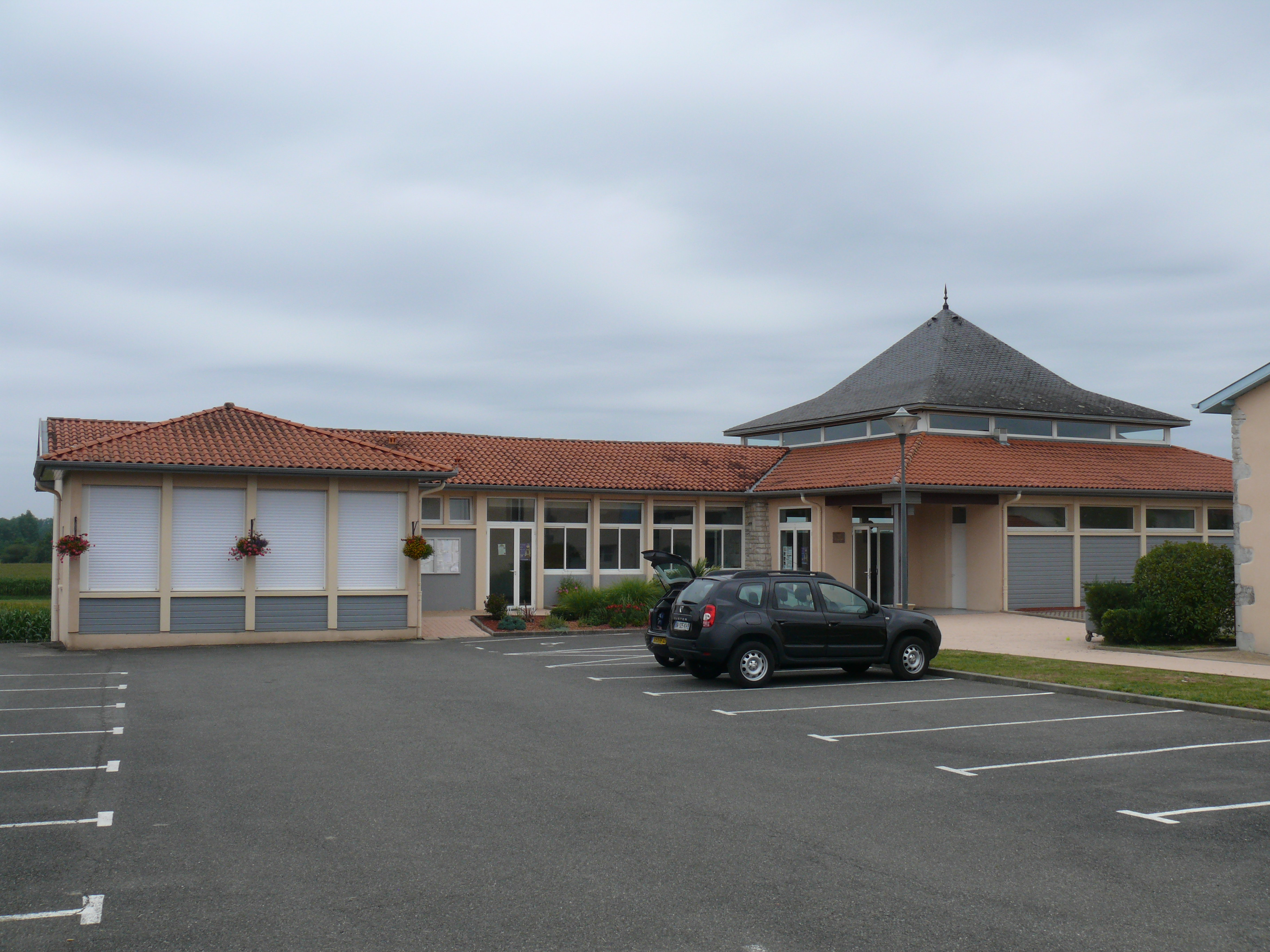
Gemeentehuis

## Geografie
De oppervlakte van Ozourt bedraagt 4,0 km², de bevolkingsdichtheid is 42,0 inwoners per km².
De onderstaande kaart toont de ligging van Ozourt met de belangrijkste infrastructuur en aangrenzende gemeenten.

## Demografie
Onderstaande figuur toont het verloop van het inwonertal (bron: INSEE-tellingen).